# 三十三人省
三十三人省（西班牙語：Departamento de Treinta y Tres）為南美國家烏拉圭十九省之一省，位於烏拉圭東部，該省首府為三十三人城。